# Цаки цале
Цаки цале је десети музички албум фолк певачице Снеки Бабић издат 1998. за Зам и Вујин трејд. На албуму се налази велики хит Воз љубави. Пратеће вокале певала је Снежана Ђуришић. Музику за скоро све песме радио је Саша Поповић.

## Списак песама
Аутор(и) свих текстова: Миладин Богосављевић (1, 4, 7, 8, 9), Даре Димовски (2, 5,6) и Петар Стокановић (3), аутор(и) свих песама: Саша Поповић, осим песме Нека стари ко волети не зна коју је радио Жарко Павловић Ваљевац.
| №   | Назив                       | Трајање |  |
| 1.  | Цаки Цале                   |         |  |
| 2.  | Ниси краљ                   |         |  |
| 3.  | Воз љубави                  |         |  |
| 4.  | Морам да те напијем         |         |  |
| 6.  | Дукат                       |         |  |
| 7.  | Жао ми је жао               |         |  |
| 8.  | Лепа песма                  |         |  |
| 9.  | Судбоносно да               |         |  |
| 10. | Нека стари ко волети не зна |         |  |